# Décès en décembre 1999
Décès
- 1995
- 1996
- 1997
- 1998
- 1999
- 2000
- 2001
- 2002
- 2003

Pour une information complémentaire, voir la page d'aide.

| Date        | Nom                       | Activités                                                | Âge | Source |
| ----------- | ------------------------- | -------------------------------------------------------- | --- | ------ |
| 2 décembre  | Darling Légitimus         | comédienne, chanteuse et danseuse                        | 92  |        |
| 3 décembre  | John Archer               | Acteur américain.                                        | 84  | (en)   |
| 3 décembre  | Madeline Kahn             | actrice américaine.                                      | 57  | (en)   |
| 4 décembre  | André Hambourg            | peintre, illustrateur, lithographe et résistant français | 90  |        |
| 4 décembre  | Ange Le Strat             | coureur cycliste français                                | 81  |        |
| 10 décembre | Charles Assalé            | homme d'État camerounais                                 | 88  |        |
| 10 décembre | Antonio Blanco            | peintre philippin                                        | 87  |        |
| 10 décembre | Jean-Claude Michel        | acteur français, spécialisé dans le doublage             | 74  |        |
| 11 décembre | Franjo Tuđman             | président de la Croatie                                  | 77  |        |
| 16 décembre | Paul Feyder               | Réalisateur et assistant réalisateur français.           | 77  | (fr)   |
| 17 décembre | Rex Allen                 | acteur et chanteur de country américain                  | 78  | (en)   |
| 17 décembre | Roger Frison-Roche        | alpiniste et écrivain français                           | 93  | (fr)   |
| 17 décembre | François Dyrek            | acteur français                                          | 66  | (fr)   |
| 18 décembre | Robert Bresson            | cinéaste français                                        | 98  |        |
| 19 décembre | Desmond Llewelyn          | acteur britannique                                       | 85  |        |
| 21 décembre | Bill Edward               | acteur, peintre et illustrateur américain                | 81  |        |
| 24 décembre | Betty de Courcy Ireland   | socialiste et pacifiste irlandaise                       | 88  |        |
| 24 décembre | Maurice Couve de Murville | homme politique français                                 | 92  |        |
| 25 décembre | Peter Jeffrey             | acteur britannique                                       | 70  | (en)   |
| 26 décembre | Jean-Claude Daunat        | coureur cycliste français                                | 54  |        |
| 26 décembre | Fred Draper               | acteur américain                                         | 76  |        |
| 26 décembre | Robert Hainard            | graveur sur bois et écrivain suisse                      | 93  |        |
| 27 décembre | Pierre Clémenti           | acteur et réalisateur français.                          | 57  |        |
| 27 décembre | Michael McDowell          | Écrivain et scénariste américain.                        | 49  |        |
| 28 décembre | Clayton Moore             | acteur américain.                                        | 85  |        |
| 29 décembre | Jean Moral                | photographe et peintre français.                         | 93  |        |
| 31 décembre | Alain Gillot-Pétré        | présentateur français de télévision.                     | 49  |        |
| 31 décembre | Carol Jane Anger Rieke    | chimiste et informaticienne américaine.                  | 91  | (en)   |